# Biennale internationale d'art de Beijing
La Biennale internationale d'art de Beijing (BIAB) est une biennale d'art contemporain en Chine, financée par la Fédération chinoise des cercles littéraires et artistiques (en) (CFLAC), le gouvernement municipal de Beijing et l'Association d'artistes de Chine (en).
Depuis 2003, 7 éditions ont été réalisées. La 8e édition est programmée pour 2019, du 26 août au 23 septembre dans le Musée d'Art national de Chine.

### Pages liées
- Biennale de Shanghai
- Biennale